# Pitiengomon
Pitiengomon  est une localité du Nord de la Côte d'Ivoire et appartenant au département de Korhogo, Région des Savanes. La localité de Pitiengomon est situé dans la sous-préfecture de Niofoin et compte plus 6 mille habitants selon le recensement général de 2021. 